# Seznam polkov Kopenske vojske Združenih držav Amerike
Seznam polkov in polkovnih bojnih skupin Kopenske vojske ZDA.

## Seznam

### RCT
- 4. polkovna bojna skupina (ZDA)
- 5. polkovna bojna skupina (ZDA)
- 25. polkovna bojna skupina (ZDA)
- 29. polkovna bojna skupina (ZDA)
- 33. polkovna bojna skupina (ZDA)
- 38. polkovna bojna skupina (ZDA)
- 65. polkovna bojna skupina (ZDA)
- 74. polkovna bojna skupina (ZDA)
- 75. polkovna bojna skupina (ZDA)
- 103. polkovna bojna skupina (ZDA)
- 107. polkovna bojna skupina (ZDA)
- 111. polkovna bojna skupina (ZDA)
- 150. polkovna bojna skupina (ZDA)
- 157. polkovna bojna skupina (ZDA)
- 158. polkovna bojna skupina (ZDA)
- 163. polkovna bojna skupina (ZDA)
- 166. polkovna bojna skupina (ZDA)
- 176. polkovna bojna skupina (ZDA)
- 178. polkovna bojna skupina (ZDA)
- 182. polkovna bojna skupina (ZDA)
- 187. zračnoprevozna polkovna bojna skupina (ZDA)
- 196. polkovna bojna skupina (ZDA)
- 278. polkovna bojna skupina (ZDA)
- 295. polkovna bojna skupina (ZDA)
- 296. polkovna bojna skupina (ZDA)
- 298. polkovna bojna skupina (ZDA)
- 299. polkovna bojna skupina (ZDA)
- 351. polkovna bojna skupina (ZDA)
- 442. polkovna bojna skupina (ZDA)
- 508. zračnoprevozna polkovna bojna skupina (ZDA)
- 503. zračnoprevozna polkovna bojna skupina (samostojna)

### Zračnoprevoznipolki/Polkijadralnih letal
- 187. jadralni pehotni polk
187. zračnoprevozni pehotni polk
- 188. zračnoprevozni pehotni polk
- 189. jadralni pehotni polk
- 190. jadralni pehotni polk
- 193. jadralni pehotni polk
- 325. jadralni pehotni polk
- 327. zračnoprevozni pehotni polk
- 501. padalski pehotni polk (samostojni)
- 502. zračnoprevozni pehotni polk
502. padalski pehotni polk
- 503. zračnoprevozni pehotni polk
503. pehotni polk (zračnoprevozni)
- 504. padalski pehotni polk
504. zračnoprevozni pehotni polk
- 505. padalski pehotni polk
505. zračnoprevozni pehotni polk
505. pehotni polk (ZDA)
- 506. padalski pehotni polk
506. zračnoprevozni pehotni polk
- 507. padalski pehotni polk
507. zračnoprevozni pehotni polk
- 508. padalski pehotni polk (samostojni)
508. zračnoprevozni pehotni polk
- 509. padalski pehotni polk (samostojni)
509. pehotni polk (zračnoprevozni)
- 511. padalski pehotni polk
511. zračnoprevozni pehotni polk
- 513. padalski pehotni polk
- 515. padalski pehotni polk (samostojni)
- 517. padalski pehotni polk
- 541. padalski pehotni polk (samostojni)
- 551. padalski pehotni polk

### Pehotnipolki
- 1. filipinski polk (ZDA)
- 3. pehotni polk (ZDA)
- 4. pehotni polk (ZDA)
- 5. pehotni polk (ZDA)
- 6. pehotni polk (ZDA)
- 8. pehotni polk (ZDA)
- 9. pehotni polk (ZDA)
- 10. pehotni polk (ZDA)
- 11. pehotni polk (ZDA)
- 12. pehotni polk (ZDA)
- 13. pehotni polk (ZDA)
- 16. pehotni polk (ZDA)
- 18. pehotni polk (ZDA)
- 19. pehotni polk (ZDA)
- 22. pehotni polk (ZDA)
- 24. pehotni polk (ZDA)
- 26. pehotni polk (ZDA)
- 31. pehotni polk (ZDA)
- 33. pehotni polk (ZDA)
- 35. pehotni polk (ZDA)
- 38. pehotni polk (ZDA)
- 39. pehotni polk (ZDA)
- 65. pehotni polk (ZDA)
- 115. pehotni polk (ZDA)
- 158. pehotni polk (ZDA)
- 509. pehotni polk (ZDA)

### Konjeniškipolki
- 1. konjeniški polk (ZDA)
- 6. konjeniški polk (ZDA)
- 7. konjeniški polk (ZDA)
- 8. konjeniški polk (ZDA)
- 10. konjeniški polk (ZDA)
- 15. konjeniški polk (ZDA)
- 26. konjeniški polk (ZDA)

### Artilerijskipolki
- 3. poljski artilerijski polk (ZDA)
- 7. artilerijski polk (ZDA)
- 10. poljski artilerijski polk (ZDA)
- 15. artilerijski polk (ZDA)
- 32. artilerijski polk (ZDA)
- 68. poljski artilerijski polk (mehanizirani)

### Oklepnipolki
- 2. oklepni konjeniški polk (ZDA)
- 3. oklepni konjeniški polk (ZDA)
- 6. oklepni konjeniški polk (ZDA)
- 11. oklepni konjeniški polk (ZDA)
- 14. oklepni konjeniški polk (ZDA)
- 17. oklepni konjeniški polk (ZDA)
- 20. oklepni konjeniški polk (ZDA)
- 101. oklepni konjeniški polk (ZDA)
- 104. oklepni konjeniški polk (ZDA)
- 107. oklepni konjeniški polk (ZDA)
- 108. oklepni konjeniški polk (ZDA)
- 112. oklepni konjeniški polk (ZDA)
- 116. oklepni konjeniški polk (ZDA)
- 163. oklepni konjeniški polk (ZDA)
- 278. oklepni konjeniški polk (ZDA)
- 14. oklepni polk (ZDA)
- Oklepni demonstracijski polk (ZDA)

### Inženirskipolki
- 36. bojni inženirski polk (ZDA)

### Jurišnipolki
- 114. polk jurišnih helikopterjev (ZDA)

### Polkispecialnih sil
- 75. rangerski polk

### Aviacijskipolki
- 1. aviacijski polk (ZDA)
- 3. aviacijski polk (ZDA)
- 101. aviacijski polk (ZDA)
- 158. aviacijski polk (ZDA)
- 159. aviacijski polk (ZDA)
- 168. aviacijski polk (ZDA)
- 214. aviacijski polk (ZDA)
- 229. aviacijski polk (ZDA)
- 502. aviacijski polk (ZDA)

### Drugipolki
- 5. zaledni polk (mehaniziran)